# Unto the Weak
Unto the Weak è un cortometraggio muto del 1914 diretto da Thomas Ricketts e prodotto dalla Flying A. Di genere drammatico, basato su un soggetto di Carl C. Glick, aveva come interpreti Ed Coxen, Charlotte Burton, George Field, William Bertram, Ida Lewis.

## Trama
Ai margini del villaggio, Peter viveva da solo. Uso ad aiutare i bisognosi e a dare una mano ai deboli, accolse anche Eleen e il suo bambino, un neonato di cui la ragazza rifiutava di dire il nome del padre. Stigmatizzata dagli abitanti del villaggio, Eleen non aveva altri posti in cui rifugiarsi, ma la gente non prese bene la cosa e il pastore Tallett si vide costretto a parlare con Peter per mettere a tacere lo scandalo. Peter, da parte sua, scoprì che il seduttore di Eleen non era altri che Henry, l'unico figlio di Tallett. Presa la sua vecchia pistola, la ripulì e arma alla mano, costrinse il giovane a presentarsi insieme alla ragazza a Tallett che, scioccato, dovette unire in matrimonio i due. Il villaggio approvò l'azione di Peter anche se a lui non gliene importava nulla di quella approvazione. Nel profondo del suo cuore, sapeva di avere agito per il bene, meglio che se avesse letto semplicemente un sermone e che la sua azione aveva migliorato in qualche modo il mondo.

## Produzione
Il film fu prodotto dalla American Film Manufacturing Company (come Flying A).

## Distribuzione
Distribuito dalla Mutual, il film - un cortometraggio di una bobina - uscì nelle sale cinematografiche degli Stati Uniti il 17 gennaio 1914.